# Dick Ying
Dick Lennart Ying, född 17 november 1957 i Brämaregården, är en svensk filmfotograf och steadicamoperatör. Han arbetar både med film- och TV-produktioner samt med sin egenutvecklade cablecam-utrustning, ett wirebaserat bildstabiliseringssystem för luftburna kameraåkningar, utan rälsdolly eller kran. Han är tvillingbror till filmregissören Dan Ying.